# Opperhoofd
Opperhoofd é uma palavra holandesa (pl. Opperhoofden) que significa literalmente "chefe supremo". O seu equivalente dinamarquês é também abordado aqui.
Em holandês moderno, Opperhoofd é utilizado em relação a um chefe tribal indígena (como o Sachem dos índios da América no Norte) e, apesar da etimologia superlativa, pode ser aplicado a vários líderes dentro da mesma comunidade indígena.
Contudo, o seu uso histórico e formal refere-se a um título governativo, comparável ao Chief factor Inglês, para para o administrador executivo de uma feitoria Holandesa.